# Şeker Ahmed Pascià
Ahmed Ali Pascià (meglio conosciuto come "Şeker" Ahmed Pascià; Istanbul, 1841 – Istanbul, 5 maggio 1907) è stato un militare e pittore ottomano. Il suo soprannome "Şeker" significa "zucchero" in turco, che si è guadagnato grazie al suo carattere molto socievole.

## Biografia
Nato a Üsküdar, Istanbul, entra alla scuola di medicina nel 1855, poi si trasferisce all'accademia militare. Qui mostra interesse per la pittura, dato che l'esperienza medica e militare gli ha suscitato un interesse per l'anatomia e la prospettiva. Il sultano Abdul Aziz apprezzò il suo lavoro e lo inviò a Parigi, subito dopo Süleyman Seyyid, per studiare sotto la guida di Gustave Boulanger e Jean-Léon Gérôme. Trascorse sette anni di studio in Francia ed espose i suoi dipinti a olio a Parigi nel 1869. Rientra a Istanbul nel 1871, con il grado militare di capitano.
Nel 1873, con l'assistenza del pittore francese Pierre-Désiré Guillemet, organizzò e presentò una delle prime mostre d'arte a Istanbul. "Şeker" Ahmed Pascià avanzò rapidamente nella gerarchia militare. Nel 1876 fu promosso Kolağası, nel 1877 Binbaşı, nel 1880 colonnello, nel 1885 Miralay e, infine, nel 1890 Ferik. Nel 1896 fu incaricato del protocollo militare ufficiale.
"Şeker" Ahmed Pascià è uno dei più importanti esempi di pittori militari ottomani. Dipinse con grande maestria soggetti legati alla natura, come foreste, frutti, fiori e animali. La sua vita e la sua arte riflettono l'esperienza delle élite ottomane all'indomani del movimento di riforma Tanzimat, che cercavano di conoscere meglio la cultura occidentale, con l'intento di emularla o fonderla con i modelli ottomani tradizionali. Ahmed fu un esempio di tale emulazione e fusione nel campo della pittura.
Morì il 5 maggio 1907 per un attacco di cuore ed è sepolto nel cimitero di Eyüp a Istanbul.

## Galleria d'immagini

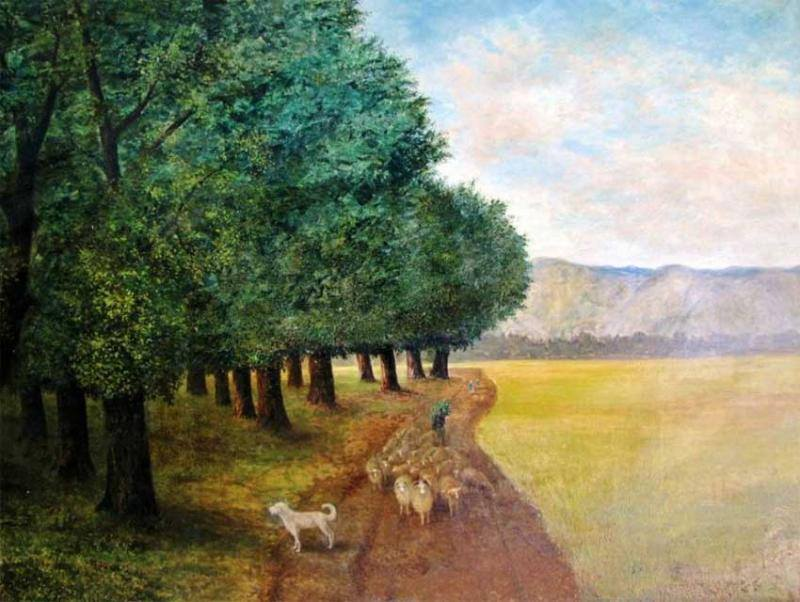
Paesaggio con pecore
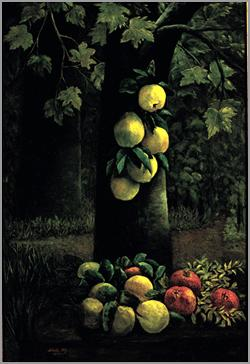
Natura morta con le mele cotognee
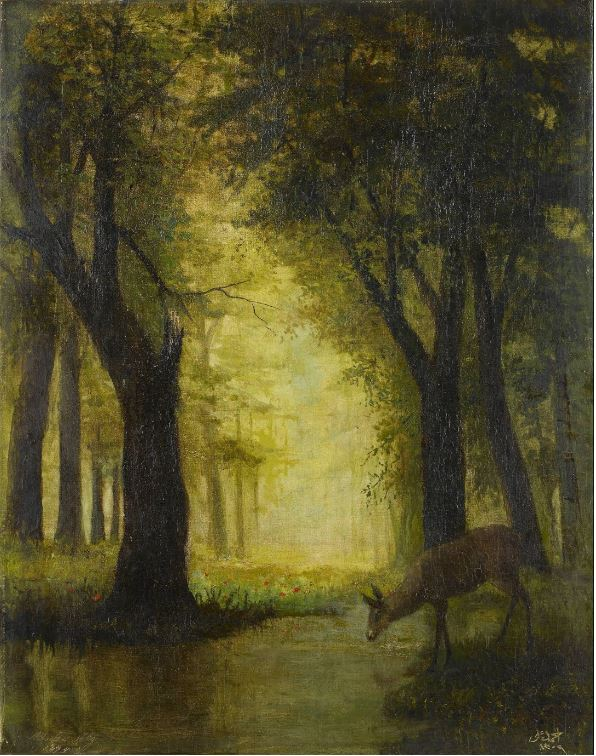
Capriolo nella foresta
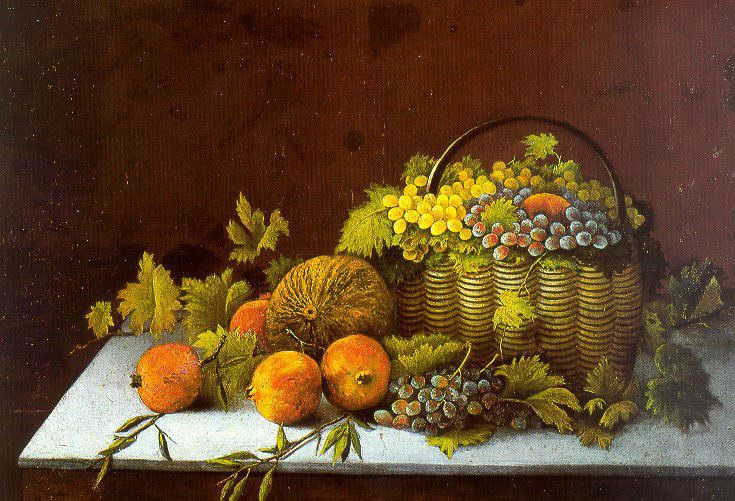
Natura morta con cachi e uva